# Real Cofradía de Nuestra Madre de las Angustias (Zamora)
La Real Cofradía de Nuestra Madre de las Angustias es una cofradía católica de la ciudad de Zamora que desfila en su Semana Santa, en la noche del Viernes Santo.

## Historia
La Cofradía fue fundada en 1412 bajo la denominación de Cofradía de Dolores y Angustias, según la tradición por el dominico valenciano San Vicente Ferrer cuando llegó a Zamora a predicar para conseguir la conversión de su numerosa aljama.
Este origen legendario pudiera ser cierto para la difusión de la devoción, en torno a la cual debió organizarse la Cofradía de las Angustias que, al igual que las de la Cruz, era de disciplina. Así figura bordado en letras de oro en el actual estandarte de la Cofradía. Un incendio en 1550 destruye el importante archivo documental borrando cualquier indicio fundacional de la misma.
Los primeros datos extensos proceden de los estatutos de 1579. El nombre oficial de la hermandad era de la Soledad de la Madre de Dios y Consuelo de los Desamparados.
En 1581 se acuerda construir una capilla para Nuestra Madre, en un huerto propiedad de la iglesia de San Vicente situado en su muro norte, lo que se llevaría a cabo cuatro años más tarde, aunque hasta 1608 no se terminará la construcción de la capilla de los Dolores para la imagen de la Virgen.
En 1602 ya aparecía perfectamente estructurada la Hermandad, que estaba dividida en dos secciones: la de los hermanos que se disciplinaban en la procesión -que posteriormente lavaban sus heridas en la capilla- y la de los que iban alumbrando solamente. En 1603 tenía 130 hermanos.
En 1794, coincidiendo con la crisis que sufren todas las hermandades zamoranas, agravada en este caso por la prohibición de la disciplina pública, se procede a una reorganización que supone la aprobación de unos nuevos Estatutos.
En 1865 se llevó a cabo una nueva reorganización, y en 1870 se produce su disolución, a causa de un pleito con el Vizconde de Garcigrande sobre quién debía llevar el estandarte; desde ese momento se organiza la procesión de la noche del Viernes Santo por el párroco de San Vicente con la participación popular.
En 1929 se restableció la cofradía con su estructura actual, desfilando en la misma, junto a Nuestra Madre de las Angustias, las imágenes de San Vicente, la Virgen de las Espadas y, durante algún año, el Retorno del Sepulcro, más tarde suprimidos. En 1994 se incorpora al desfile procesional el Santo Cristo.
En noviembre de 2018, La Casa Real de Su Majestad el Rey, Felipe VI, comunica la concesión del título de “Real” a la Cofradía de Nuestra Madre de las Angustias de Zamora
Actualmente tiene más de 5000 hermanos.

## Emblema y Medalla
El emblema de la Cofradía de Nuestra Madre de las Angustias al igual que muchas otras cofradías denominadas de la misma forma, es un corazón atravesado por siete espadas o dagas.
Es el distintivo oficial para todos los hermanos y hermanas de la Cofradía; va prendida de un cordón de seda trenzado en blanco y negro. Este modelo fue estrenado en 2009 y supone una ampliación de la que hasta ese momento existía, en aleación mate color bronce. El modelo es uno preexistente en varios puntos de la geografía nacional siendo imposible determinar el origen del mismo, variando la efigie central y la inscripción trasera. Tiene forma oval y va rodeada de un marco de tipo pergamino enrollado, calado en la parte interior del óvalo, mostrando en el anverso la efigie de Nuestra Madre de las Angustias y en el reverso el emblema oficial que rodea el título de la Cofradía, y en su parte inferior el número de hermano. Está hecho en aleación de color plata.

## Imágenes

### Nuestra Madre

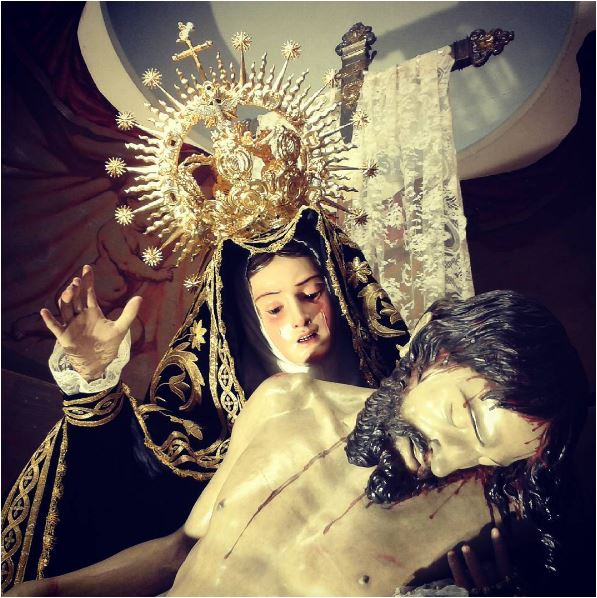
detalle de la Imagen de Nuestra Madre

Nuestra Madre de las Angustias, o simplemente Nuestra Madre, es una de las imágenes de más devoción popular en la ciudad de Zamora desde inicios de la Edad Moderna. La actual imagen es obra de Ramón Álvarez, quien la finalizó en 1879. La Virgen es de vestir, teniendo tallados solamente cabeza, pies y manos; el Cristo es totalmente de talla, destacando por la capacidad que tuvo el artista para hacerlo más ligero, llegando en algunos puntos su grosor a poco más de 5 milímetros, y se completa con una cruz de plata sobre armazón de madera. La mesa, diseñada por Antonio Pedrero, es portada a hombros por 27 cargadores.

### Stma. Virgen de las Espadas
Inicialmente, sería conocida como Nuestra Señora de las Soledad; y con la actual tipología también fue denominada Nuestra Señora de los Dolores.
Tradicionalmente se ha señalado que, tras la bendición de la nueva imagen de Nuestra Madres de las Angustias, se encargó a los talleres de Olot una de bastidor, que sería conocida como Virgen de las Espadas. Sin embargo, cuando se efectúa un exhausto examen de la misma se hacen patentes los rasgos propios de las obras de Ramón Álvarez; por tanto, podría atribuirse su autoría a las manos del imaginero zamorano. Desde esos momentos el culto a su advocación fue en aumento.
La Virgen de las Espadas, tras dejar de desfilar en 1968, volvió a salir de nuevo en la procesión de Viernes Santo de 2010, aunque con un mayor tamaño.
La mesa, diseñada por Antonio Pedrero y ejecutada por José Antonio Pérez, es portada a hombros por 18 cargadores, hombres y mujeres, siendo la primera plantilla mixta que carga una mesa en Zamora.

### Santo Cristo de la Misericordia
En 1994 se incorporó a la procesión el denominado Santo Cristo de la Cruz de Carne, que se venera en un altar del presbiterio de la catedral, en cuyo sagrario se conservó durante muchos años la reliquia de la referida Cruz. La cofradía lo ha pasado a denominar de las Angustias.
Se trata de una obra del siglo XVI.
El Crucificado de correctísima anatomía, un tanto enjuto. Es representado muerto. Su rostro de belleza formal, tiene barba rizada y tanto éste como los cuajerones de sangre del costado, son góticos. El paño de pureza de Cristo es típico del momento en el que fue hecho, del siglo XVI entre finales del primer tercio e inicios del segundo, unos años antes del Cristo de las Injurias, al que serviría de modelo.
Desfila en la mesa procesional a ruedas, aunque transforma, que se realizó en 1969 para la imagen de Nuestra Madre, diseñada y realizada por Hipólito Pérez Calvo, es empujada por 5 hermanos.

## Hábito
Los hermanos, y aquellas hermanas que así lo quieran, visten túnica de estameña blanca, ceñida con cordón y decenario, y caperuz de terciopelo negro. Llevan hachones. Las hermanas pueden vestir también de riguroso luto, portando vela con tulipa. Todos llevan la medalla de la Cofradía.

## Procesión
Sale a las 23:00 horas del Viernes Santo desde la iglesia de San Vicente para dirigirse hacia la iglesia de Santiago del Burgo donde se rezará la Corona Dolorosa y proseguir hasta la plaza Mayor donde se cantará el Stabat Mater y la Salve Popular para volver al templo de partida.

## Sede

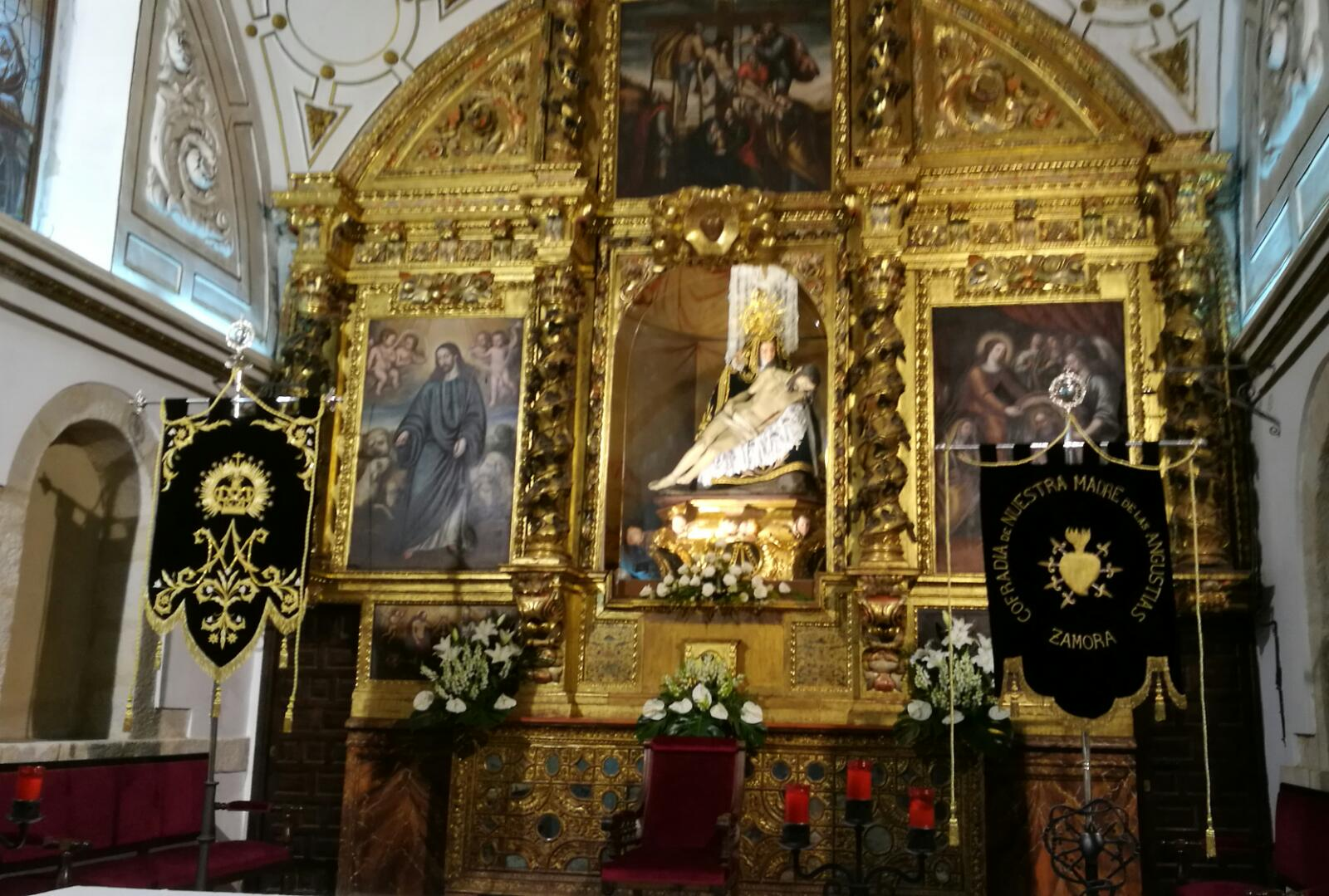
Retablo de la Capilla de Nuestra Madre en la iglesia de San Vicente

El culto de la imagen titular está en la capilla de Nuestra Madre de las Angustias de la iglesia parroquial de San Vicente Mártir de Zamora.
Historia de la Capilla:
Extractado del artículo “LA ESTAMPA DE NUESTRA SEÑORA DE LAS ANGUSTIAS DE ZAMORA” de José Ángel Rivera de las Heras publicado en la revista Barandales en el número del año 1995 (pág 55-58).
(…) La (estampa) que aquí estudiamos representa el interior de la capilla de Nuestra Señora de las Angustias, edificada en el lado norte de la iglesia de San Vicente de Zamora. La plancha de cobre, de 550 x 391 mm., fue abierta en Sevilla en 1741 y actualmente se conserva en el museo parroquial de la iglesia citada.
Según la documentación conservada, la Cofradía de Nuestra Señora de las Angustias adquirió en 1585 unos solares con el fin de construir una capilla, imponiendo sobre ellos un fuero perpetuo de 500 maravedíes anuales a favor de la fábrica de san Vicente.
En 1602, por carecer de medios económicos para financiar la obra ya comenzada, los vendió a doña Francisca Velázquez, viuda del tesorero de las alcabalas reales de la ciudad, don Juan de Zamora Meléndez. Un año después se concertó la obra de albañilería y cantería con los maestros trasmeranos Juan de Villavocilla y Juan de Rubayo, y la de carpintería con el maestro Bartolomé de Oviedo, terminando la construcción al año siguiente.
En 1698, dado que amenazaba ruina, la capilla fue reedificada, trabajando en ella los maestros de cantería Diego Carrascal y Manuel de Barcia. Fue entonces cuando se levantaron nuevas paredes y las bóvedas de yeso que aún hoy voltean, imitando las que había realizado tres años antes en la nave de la parroquial el albañil Alberto López.
Sobre la capilla ejercieron su patronato los vizcondes de Garci-Grande, quienes sostuvieron a lo largo del tiempo diversos pleitos con la cofradía.
El primer retablo que tuvo la capilla fue ajustado en 1603 por doña Francisca Velázquez con el ensamblador zamorano Juan González y el escultor luso Gaspar de Acosta. Duró poco tiempo, pues en 1680 se asentó uno nuevo, a la par que se realizó el camarín y diversas obras en la capilla, a cuyo término se celebraron diversos actos religiosos.
Ocupa la parte central de la estampa el retablo mayor de la capilla, barroco, compuesto por banco, un solo piso -tetrástilo- con tres calles y ático. La calle principal alberga la antigua imagen de Nuestra Señora de las Angustias. La figura de la Virgen va vestida con túnica, toca y manto y ceñida con corona con halo de rayos. En el regazo acoge con sus manos el cuerpo inerte de su Hijo. Tras ellos se sitúa la cruz con el sudario pendiente del travesaño. A ambos lados aparecen dos angelitos portando sendos candeleros y otros dos junto a la peana. Las calles laterales, flanqueadas por columnas salomónicas decoradas con motivos vegetales en sus espiras, acogen dos lienzos pintados con los temas del Buen Pastor (lado del evangelio) y de la imposición de la casulla a. san Ildefonso (lado de la epístola). El ático, semicircular, contiene en su centro el lienzo del descendimiento. El banco está decorado con abundante cardina, aunque en la realidad los paños que van entre los pedestales albergan los lienzos de la coronación de la Virgen por la Trinidad (lado del evangelio) y del empadronamiento en Belén (lado de la epístola). Bajo la predela, y apeado sobre dos gradas, se sitúa el altar, que tiene un frontal con marco de madera y campo de tela con el monograma mariano en su centro; sobre él hay dos candeleros, una cruz y una sacra.

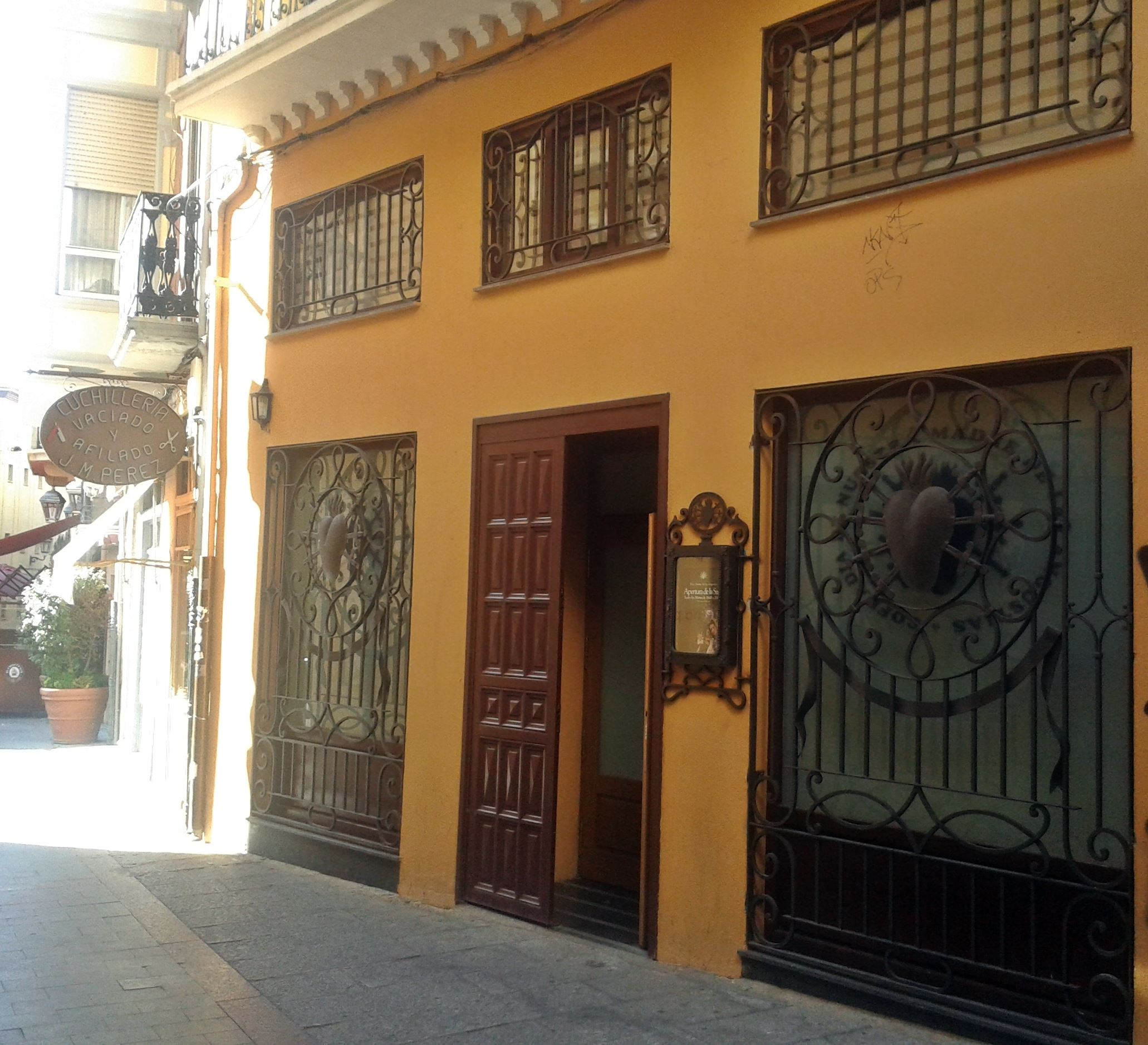
Detalle de la fachada de la Sede de la Cofradía

Los enlucidos paramentos laterales presentan cinco hornacinas, con bajas celosías, que cobijan otras tantas imágenes: en el lado del evangelio el Ecce Horno y la Soledad y en el de la epístola la Verónica, Cristo con la cruz a cuestas y otra que puede tratarse de san Vicente Ferrer. Tras las pilastras que sostienen el arco triunfal penden dos lámparas de brazos que bien podrían ser las «dos arañas de plata» que donó a la imagen en su testamento, fechado en 1703, Isabel de Morales, esposa del platero zamorano Lucas Franco. Franqueado el cancel que limita el solado, embutida en la pilastra del lado del evangelio, hay una pila de agua bendita con taza gallonada. La perspectiva permite ver la bóveda de la capilla, de cascarón, con labores geométricas de yesería, así como el intradós del arco, con casetones, y su rosca, con figuras de angelitos asidos del cortinón que, a modo de festón, cae lateralmente desde un pequeño pabellón situado en la clave y que cubre una representación de la cruz con sudario. Fuera del arco, en los ángulos de la estampa, aparecen las figuras de otros dos angelitos que portan instrumentos de la Pasión (martillo y tenazas).
El domicilio social de la Cofradía se encuentra en el local de la C/ Quebrantahuesos 6, bajo, Zamora.

## Coronación canónica
El sábado 20 de septiembre de 2014, en la Catedral de Zamora se celebró el acto central con la Misa solemne en la que el obispo coronó canónicamente a la imagen de Nuestra Madre de las Angustias.
“La Catedral de Zamora acogió un acontecimiento histórico, no sólo para la Cofradía de Nuestra Madre de las Angustias, sino también para toda la Diócesis y para toda la sociedad zamorana”.
El momento central, último día del Septenario, cuando el Excmo. y Rvdmo. D. Gregorio Martínez Sacristán, obispo de Zamora, presidió el rito de coronación y la veneración de la nueva imagen coronada.
Acto en el que participaron numerosos sacerdotes de la diócesis y a las cofradías de España que veneran a la misma advocación de la Virgen, así como las de la diócesis y todas las de Pasión y de Gloria de Zamora capital. También asistieron diversas autoridades públicas, civiles y militares, como la presidenta de las Cortes de Castilla y León y los representantes de las administraciones de Zamora.
Al término de la eucaristía, tuvo lugar la solemne procesión con la imagen de Nuestra Madre de las Angustias coronada, por diversas calles del casco antiguo de la ciudad de Zamora.
La nueva corona que se fue realizada, en plata y oro, por un taller orfebre de la ciudad de Sevilla, con un diseño de Javier Lozano y Javier Casaseca, ambos miembros de la Cofradía.
Los actos preparatorios consistieron en un Septenario desde el domingo 14, al que asistirán cinco obispos relacionados con Zamora, y la procesión y vigilia del viernes 19, presidida por el presidente de la Conferencia Episcopal y arzobispo de Valladolid, D. Ricardo Blázquez Pérez.
Al concluir la eucaristía del viernes 19 tuvo lugar la salida procesional de la imagen de Nuestra Madre de las Angustias desde la iglesia de San Vicente Mártir hasta la Catedral. Los miembros de la Cofradía, portando la medalla, para salir en procesión con el rezo del rosario. Una vez instalada la imagen en la Catedral se realizó la Vigilia de Oración, propuesta por los hermanos de paso de Nuestra Madre, hasta la medianoche.
El epílogo lo constituyeron las Misas del domingo 21, a las 12 del mediodía y a las 8 de la tarde, en la iglesia de San Vicente, que se ofrecieron en acción de gracias por la coronación, y que terminaron con el besapié de la imagen del Cristo muerto en brazos de Nuestra Madre. Durante la celebración de ambas misas se le impusieron la Medalla de Honor de la Ciudad de Zamora de manos de su Alcaldesa Dña. Rosa Valdeón y la Medalla de la Junta-Pro Semana Santa de Zamora por parte de su presidente D. Antonio Allen Cañibano.

## Título Real Cofradía
En noviembre de 2018, La Casa Real de Su Majestad el Rey, Felipe VI, comunica la concesión del título de “Real” a la Cofradía de Nuestra Madre de las Angustias de Zamora, incorporándose de forma automática a la denominación de la Cofradía en todas las normas, escritos y publicaciones.
La Cofradía inició el proceso de solicitud con base en una relación que se remonta hace un siglo debido a la especial vinculación con S.M. el Rey Alfonso XIII, hermano de honor y su S.M. la Reina Emérita Doña Sofía, camarera de honor de la Imagen Titular desde el año 1972, siendo entonces Princesa de Asturias. Hechos todos estos que fueron refrendados con la aceptación de la Presidencia de Honor por SS.MM. del VI Congreso Nacional de Hermandades y Cofradías bajo esta advocación Mariana en 2015.

## Hermanamiento
Hermanamiento de las Cofradías de Nuestra Madre de las Angustias de Zamora y El Perdigón, hermanamiento celebrado dentro de los actos del VI Centenario de la entidad de la capital.
El sábado 22 de septiembre de 2012, en Zamora capital, y tras permanecer la imagen titular de las Angustias de El Perdigón en la iglesia de San Andrés, expuesta al público, a las seis de las tarde comenzó la procesión para el traslado de la imagen desde este templo hasta el de San Vicente, acompañada de cientos de hermanos y devotos de Nuestra Madre, junto con los representantes de las cofradías invitadas, autoridades y la diócesis de Zamora. A la finalización de la procesión, y en la capilla de San Vicente se celebraba la eucaristía oficiada por los capellanes de las dos cofradías de Nuestra Madre, la de Zamora y El Perdigón y cantada por el Coro Sacro «Jerónimo Aguado», a la que seguía el acto de hermanamiento.
En El Perdigón los actos se celebraban el domingo, cuando a mediodía salía el desfile procesional con la imagen titular de la hermandad por las calles del municipio. Seguidamente se celebraba una misa oficiada por los capellanes de ambas cofradías, de Zamora y El Perdigón, y al finalizar se refrendaba el acto de hermanamiento.
La imagen de Nuestra Madre que actualmente se conserva en El Perdigón era la que salía en la cofradía de Zamora hasta 1870, cuando el vizconde de Garci-Grande quiso delegar su derecho de llevar el estandarte en la procesión. La cofradía se opuso y planteado un pleito se disolvió. Fue entonces cuando el vizconde traslada la antigua imagen a su capilla funeraria en la iglesia parroquial de El Perdigón. En 1879 encargaron a Ramón Álvarez la nueva imagen.

## Nombramientos
Hermano de Honor: S.M. Don Alfonso XIII de España.
Camarera de Honor: S.M. Doña Sofía de Grecia.
Presidente de Honor: Miguel Ángel Cacho.
Presidenta de Honor: Josefina Yugueros.
Hermanos de Honor (A título póstumo):
Felipe de Castro Pedrero.
Mercedes Diz.
Juan José Gómez Domínguez.
Miguel Riesco Rodríguez.
Hermanos de Honor:
Carlos Álvarez.
Javier Lozano.
Teresa Otero.
Lita Pedrero.
Manuel Rodríguez.
Mª Carmen Santos.
Ejército de Tierra (España).
Guardia Civil.
Coro Sacro Jerónimo Aguado. 
Dolores Reina Lorenzo.
Hermana de Honor: Caja Duero.
Hermana de Honor: Junta de Castilla y León.
Hermana de Honor: Diputación Provincial de Zamora.

## Obra Social CORAZÓN DE MADRE
La Cofradía, a través de su obra social, denominada “Corazón de Madre”, fomentará aquellas acciones que hagan posible una labor activa en la búsqueda de soluciones a los problemas de los más necesitados, en función de los criterios de fraternidad cristiana, siempre en comunión eclesial y guiados por el espíritu y las exigencias del Evangelio.
Como obras asistenciales y de caridad se entienden aquellas que, de una manera directa o indirecta, Corazón de Madre lleva a cabo con Hermanos de la Cofradía, personas o entidades que por su situación de necesidad requieren de ayuda material o moral, así como las actividades dirigidas a impulsar la educación en la caridad y promoción de la justicia y solidaridad.
Así pues, ésta es la fundamentación que se movió a crear la Obra Social que hoy, de una manera humilde y poco a poco, pero con gran tesón, lleva a cabo la Cofradía.
Se trabaja y colabora con el centro de día El Olivo que las Hermanas de la Caridad han puesto en funcionamiento en la ciudad. Como indica el dosier presentado a la Cofradía: “Se trata de un proyecto dirigido a la población general, aunque con una atención preferente a colectivos más desfavorecidos. En este sentido, se encuadra dentro del eje de integración de personas y familias socialmente vulnerables o en situación de exclusión social, haciendo incidencia en los menores y jóvenes de familias multi problemáticas incluyendo minorías étnicas e inmigrantes.”
Con la Coronación Canónica de Nuestra Madre se ha involucrado a través de Cáritas Diocesana con el Centro de ayuda a la drogodependencia de Zamora (CAD) llegando a crear un proyecto sólido que a largo plazo iremos cumpliendo.
Las actividades que anualmente se llevan a cabo de carácter cultural son, conciertos, obras de teatro así como festivales benéficos colaborando con la Cofradía colectivos zamoranos como la Banda de Música de Zamora, La Tijera teatro, Capitonis Durii, entre otros.
A lo largo del año en la Sede se recoge cualquier tipo de alimentos, juguetes, material de higiene y escolar así como donativos.